# دستگیری‌ها به اتهام فساد در عربستان سعودی

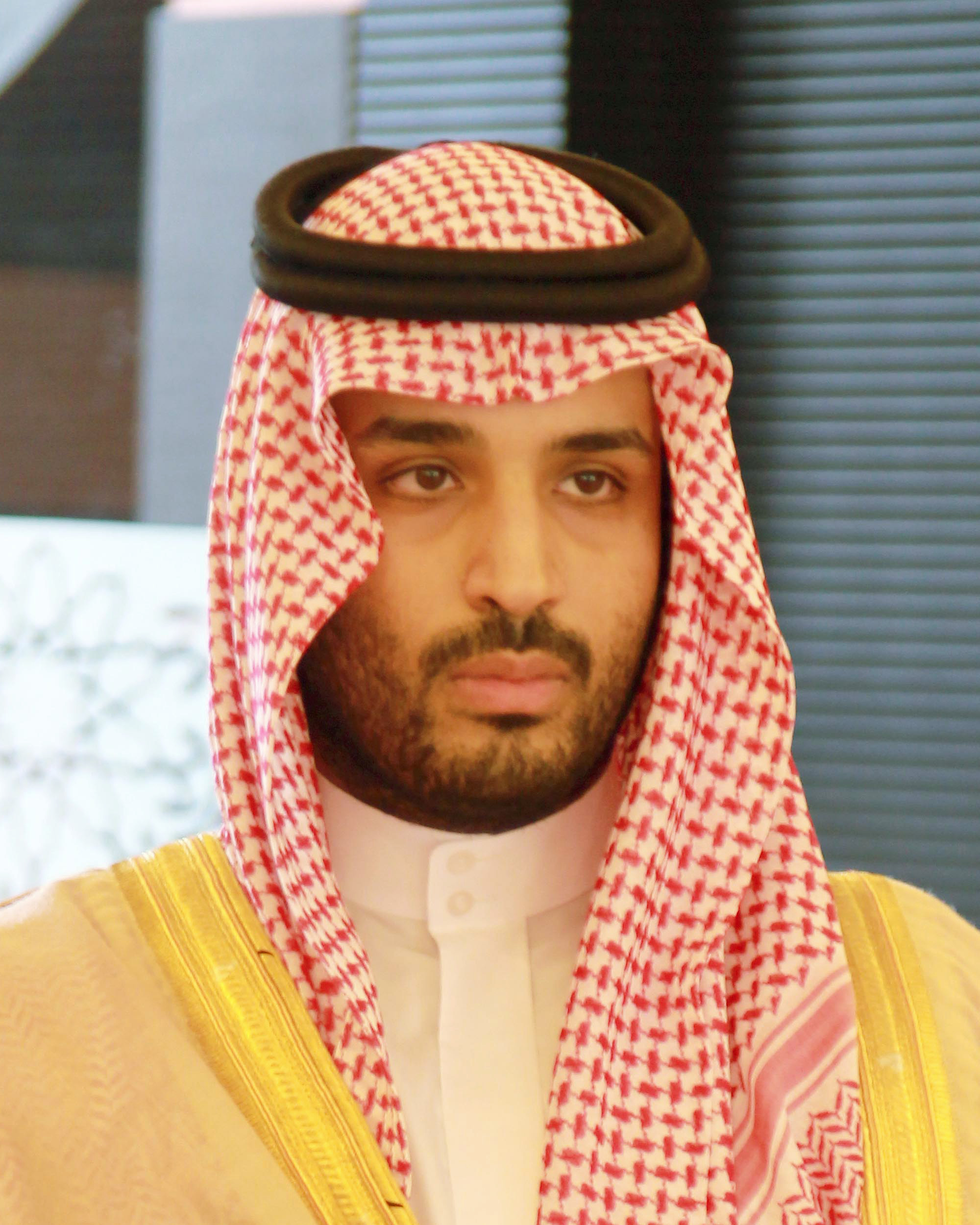
ولیعهد محمد بن سلمان آل سعود، رئیس کمیته ضد فساد که بازداشت‌ها زیر نظر او انجام می‌شود.

دستگیری‌های ضد ملک عبدالله در عربستان سعودی به دستگیری شماری از شاهزادگان، وزرا، مقامات و تجار سرشناس عربستان سعودی در نوامبر ۲۰۱۷ مربوط می‌شود. این دستگیری در پی ایجاد یک کمیته ضدفساد توسط محمد بن سلمان آل سعود، ولیعهد عربستان سعودی، انجام شد. این افراد در هتلی در ریاض تحت بازداشت هستند. جت‌های خصوصی نیز مجوز پرواز ندارند تا مانع از فرار متهمان از کشور شود. این دستگیری‌ها موجب به حاشیه راندن کامل گروه ملک عبدالله، شاه پیشین عربستان، و کنترل تمام شاخه‌های نیروهای امنیتی توسط ولیعهد شد.